# گادفرید آدوبه
گادفرید آدوبه (انگلیسی: Godfried Aduobe؛ زادهٔ ۲۹ اکتبر ۱۹۷۵) بازیکن فوتبال اهل غنا بود.
از باشگاه‌هایی که در آن بازی کرده است می‌توان به باشگاه فوتبال کارلسروهه، باشگاه فوتبال هانزا روستوک، باشگاه ورزشی یانگ بویز، باشگاه فوتبال رویتلینگن، باشگاه فوتبال گروتر فورث، و باشگاه فوتبال تورینو اشاره کرد.
وی همچنین در تیم ملی فوتبال غنا بازی کرده است.